# Marteria

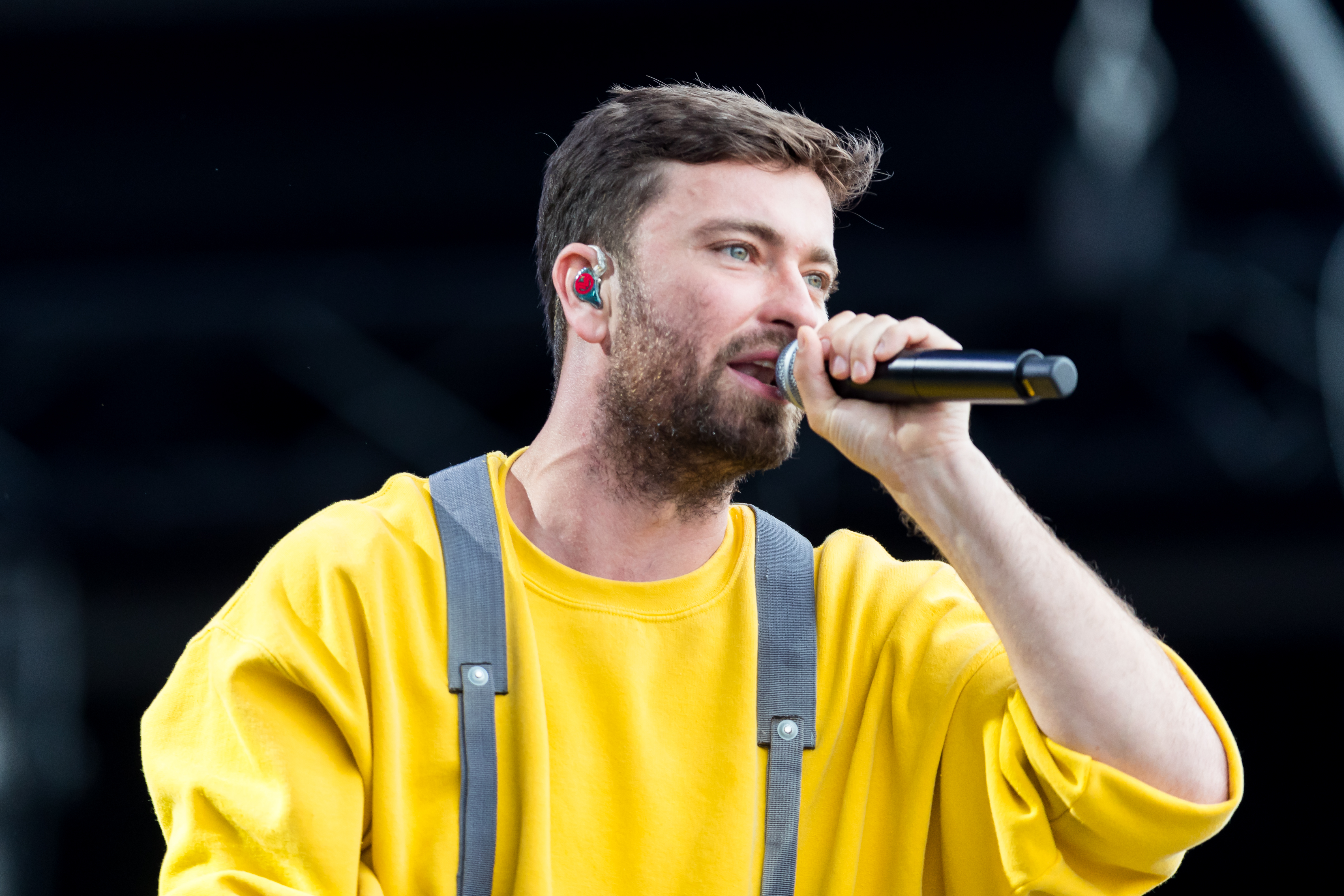
Marteria (2017)

Marteria (* 4. Dezember 1982 in Rostock; bürgerlich Marten Laciny) ist ein deutscher Rapper sowie Popsänger, auch unter dem Namen Marsimoto bekannt. Sein Künstlername geht auf die Anfangsbuchstaben seines Vornamens zurück sowie auf „Materia“, das lateinische Wort für Stoff oder Materie.

## Leben
Marten Laciny ist das jüngste Kind einer Lehrerin und eines Seemanns. Er wuchs mit einem acht Jahre älteren Bruder und einer vier Jahre älteren Schwester bei seiner alleinerziehenden Mutter im Rostocker Stadtteil Groß Klein auf. Der begabte Fußballer war Kapitän aller Jugendmannschaften von Hansa Rostock, zu dem er heute noch eine enge Verbindung pflegt. Als Rechtsverteidiger war er Stammspieler der U-15-, U-16- und U-17-Nationalmannschaft.
Als er 1999 bei einer Reise nach New York von einem Modelscout entdeckt wurde, nahm er von dort aus Modelaufträge in der ganzen Welt an. Bei seinem ersten Fototermin arbeitete er als männliches Model für Claudia Schiffer, danach unter anderem für Diesel und Hugo Boss. Seine Fußballkarriere gab er zugunsten der Modelkarriere in den USA auf. 2003 stieg er jedoch wieder aus und ging zurück nach Deutschland, um fortan eine Rap-Karriere zu verfolgen.
2003 zog er nach Berlin-Friedrichshain, bevor er nach Berlin-Kreuzberg umzog. Hier absolvierte er eine Ausbildung zum Schauspieler an der Schauspielschule Reduta-Berlin. Laciny ist Vater des 2007 geborenen Jungen Louis, dem sowohl das Lied Louis auf dem Album Zum Glück in die Zukunft als auch das Lied Gleich kommt Louis in dem Album Zum Glück in die Zukunft II gewidmet ist und der seit 2023 unter dem Künstlernamen Luzey ebenfalls als Rapper aktiv ist. Am 20. Februar 2015 heiratete er die Musikerin Jadu Freydank. Sie trennten sich 2019 wieder.
Im März 2015 wurde Marteria in ein Krankenhaus eingeliefert. Zuvor hatte er bei einem Benefizspiel von Hansa Rostock Fußball gespielt und zwei Stunden nichts getrunken. Es drohte ein akutes Nierenversagen. Nach der erfolgreich verlaufenen Dialyse zog er sich zunächst aus der Öffentlichkeit zurück. Er verließ Berlin und zog zurück an die Ostseeküste. Laut eigenen Angaben veränderte der Vorfall sein Leben. So gab er unter anderem den Konsum von Alkohol und anderen Drogen auf. Stattdessen geht er in seiner Freizeit angeln. Im Jahr 2021 gab er bekannt, dass er wieder Alkohol konsumiert. Nach einer Anzeige der Tierrechtschutzorganisation PETA im Sommer 2017 aufgrund des in einem YouTube-Video festgehaltenen Praktizierens des so genannten Fangens und Freilassens akzeptierte Marteria im Februar 2018 eine Bußgeldzahlung in Höhe von 5.000 Euro wegen Tierquälerei. Im März 2023 wurde Marteria in North Carolina unter Arrest gestellt, nachdem es in einem Hotel zu einer Auseinandersetzung mit seiner Lebensgefährtin gekommen war und er der Körperverletzung beschuldigt wurde. Im Folgemonat wurde die Anklage fallen gelassen und das Verfahren eingestellt.

## Musikkarriere

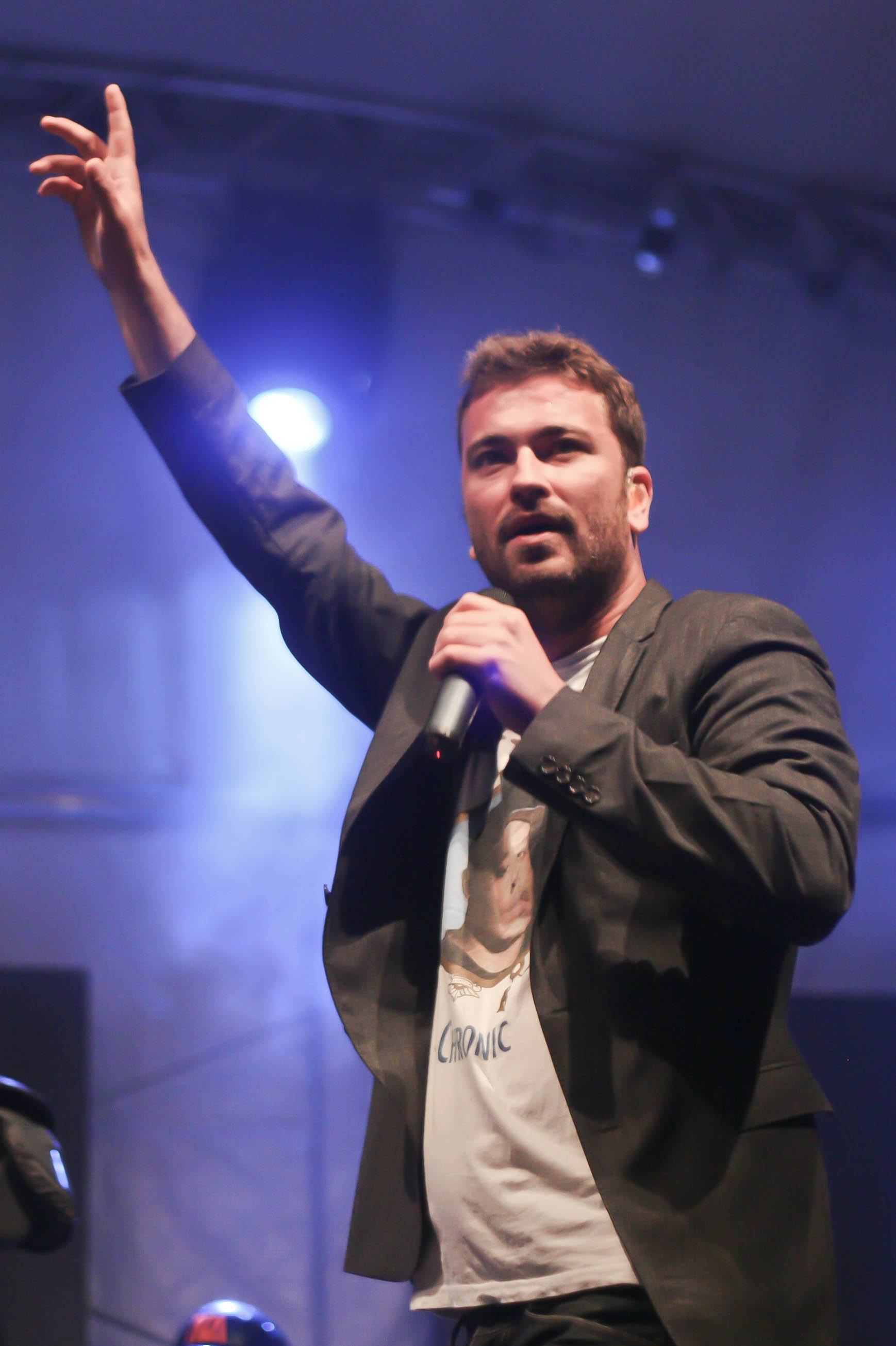
Marteria (2011)

Im Alter von 16 Jahren hatte Marteria als Mitglied der Hip-Hop-Gruppe Underdog Cru auf dem Label P.O.sin-music seine erste Veröffentlichung auf dem Album Maximum. Mit 18 Jahren unterschrieb er den ersten Solovertrag bei Punchline, einem Label von SPV. Er lieferte dort sein Debütalbum ab, das wegen der Insolvenz der Plattenfirma nie veröffentlicht wurde.
Im Jahr 2002 ging er als Teil von Underdog Cru auf Europatour mit Mark B & Blade (England), den Delinquent Habits und Flowmarkt aus Hannover. 2001 bis 2003 war er als Teil der Underdog Cru live auf dem größten Hip-Hop-und-Reggae-Festival Europas splash! auf der Bühne zu sehen.
Sein Erstlingswerk Halloziehnation, das von Dead Rabbit produziert wurde, wurde von der Presse gelobt und vom Szenemagazin Juice mit 4½ von 6 Kronen ausgezeichnet. Auch sein zweites Album Base Ventura erhielt diese Bewertung. Diese beiden Alben veröffentlichte er bei dem Label Magnum12, wo er den Grundstein für seine Karriere legte. Im Spätherbst 2007 unterzeichnete er einen Vertrag mit dem Musikverlag Nesola. Im Dezember 2007 begleitete er Jan Delay unter seinem zweiten Künstlernamen Marsimoto im Vorprogramm der Tournee. Im Frühjahr 2008 unterzeichnete er einen Label-Deal bei Four Music, wo er seither veröffentlicht.
Im Februar 2009 trat er für das Bundesland Mecklenburg-Vorpommern mit seinem Titel Zum König geboren beim Bundesvision Song Contest 2009 an und belegte den zwölften Platz. Im August 2010 erschien das Album Zum Glück in die Zukunft, an dem neben Yasha, Miss Platnum und Jan Delay auch Casper und Peter Fox mitwirkten. Bei der Echoverleihung 2011 trat Marteria mit dem Titel Niemand (Was wir nicht tun) gemeinsam mit Joy Denalane, Max Herre und Klaus Doldinger auf.

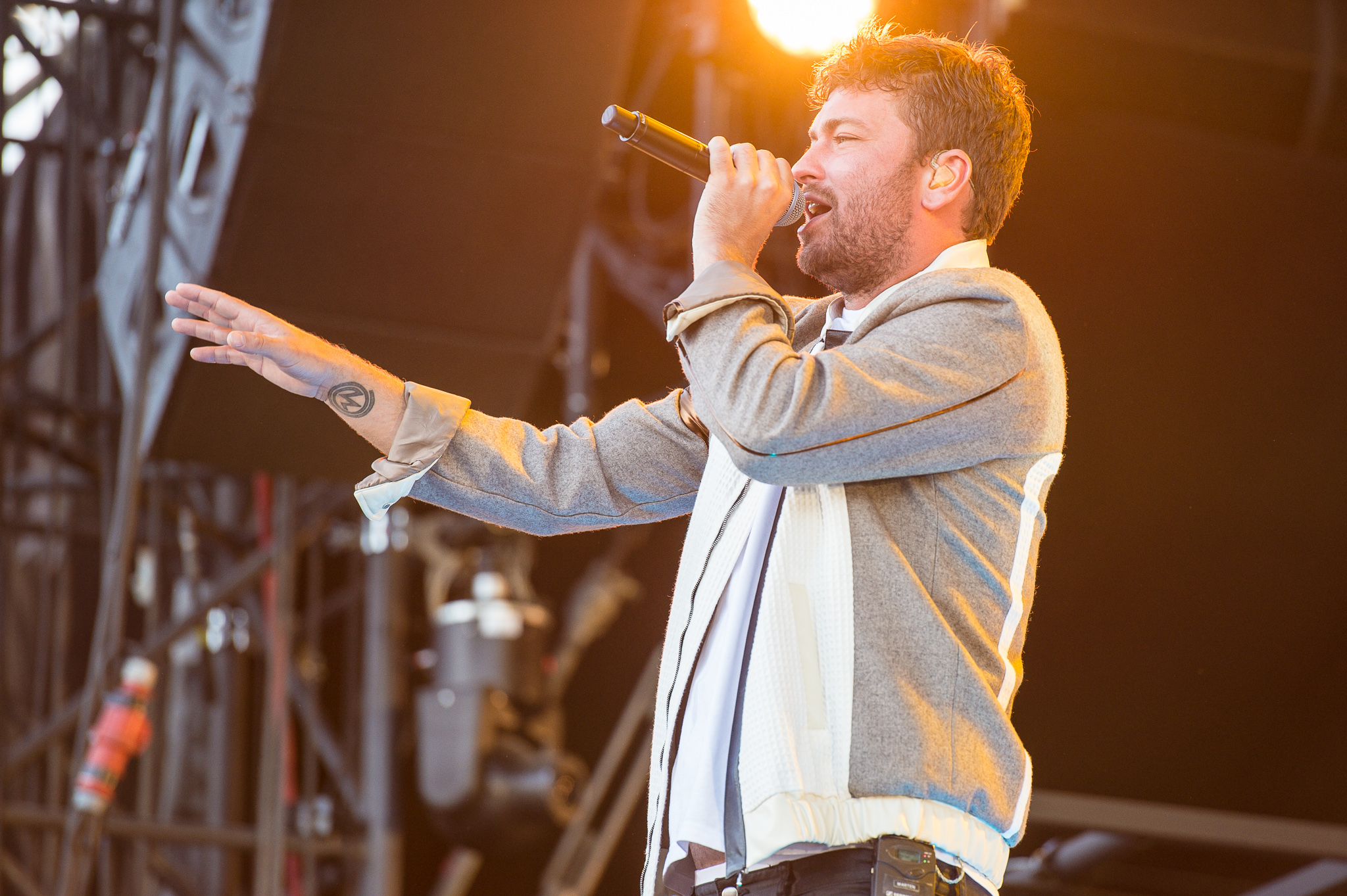
Marteria bei Rock im Park 2014

Marteria war im Jahr 2012 als Co-Autor an verschiedenen Musikstücken des Albums Ballast der Republik der Punkrockband Die Toten Hosen beteiligt. Im selben Jahr startete er mit Yasha und Miss Platnum das Projekt Lila Wolken. Am 14. September 2012 erschien unter diesem Titel eine EP mit fünf gemeinsamen Liedern, der Titelsong schaffte es auf Anhieb auf Platz 1 der deutschen Charts.
Am 31. Januar 2014 erschien das Album Zum Glück in die Zukunft II, welches Platz 1 in den deutschen Albumcharts erreichte und mit Platin ausgezeichnet wurde. Drei Singles daraus wurden bereits im Dezember 2013 veröffentlicht: Bengalische Tiger, Kids (2 Finger an den Kopf) und OMG! Ende Januar 2014 stellte Marteria an acht verschiedenen Orten in Deutschland Fotos, Videos und Geschichten einer dreiwöchigen interkontinentalen Reise unter dem Titel „Weltreise mit Marteria“ vor, die ihn zusammen mit dem Fotografen Paul Ripke unter anderem von Europa über Südamerika und Alaska bis nach Asien geführt hatte. Der Abschluss der Promo-Tour fand passend zum Thema im Zeiss-Großplanetarium in Berlin statt.
Beim zehnten Bundesvision Song Contest am 20. September 2014 trat Marteria mit seiner Heimathymne Mein Rostock an und erreichte den vierten Platz. Im Juni 2015 spielte er in seiner Heimatstadt Rostock ein Open-Air-Konzert vor 20.000 Zuschauern.
Marteria agierte in der deutschen Version des Benefiz-Songs Do They Know It’s Christmas? mit, der am 21. November 2014 Weltpremiere feierte. Im Mai 2017 trat er erneut als Mitautor verschiedener Musikstücke auf dem Album Laune der Natur der Band Die Toten Hosen in Erscheinung.
Am 26. Mai 2017 erschien sein siebtes Soloalbum Roswell, das den zweiten Platz der deutschen Albumcharts erreichte. Am 7. Juni 2017 wurde ein eng mit dem Album verknüpfter Film mit dem Titel Antimarteria veröffentlicht.
Auf dem Kosmonaut Festival 2018 kündigten Marteria und Casper ein gemeinsames Album mit dem Titel 1982 an, welches am 31. August 2018 erschien., Am 31. Mai 2019 begannen Materia und Casper ihre gemeinsame Tour mit dem Titel "Champions Sounds Open Air" auf dem Expo Plaza in Hannover während der sie im Sommer 2019 auf verschiedenen Festivals und bei Open-Air-Konzerten auftraten.
Am 1. September 2018 trat Marteria vor 32.000 Zuschauern im Rostocker Ostseestadion auf. Neben Casper waren als Gäste auch Arnim Teutoburg-Weiß, Miss Platnum und Feine Sahne Fischfilet dabei. Das Konzert war das erste Solo-Konzert eines deutschen Rappers, das in einem Stadion stattfand. Marteria erfüllte sich damit einen „Kindheitstraum“. Zwei Tage später war Marteria einer der Künstler, der im Rahmen der Aktion #wirsindmehr nach fremdenfeindlichen Ausschreitungen in Chemnitz vor 65.000 Besuchern bei einem kostenlosen Konzert gegen Rechtsextremismus auftrat.
Am 15. Oktober 2021 erschien das Studioalbum 5. Dimension.

## Marsimoto

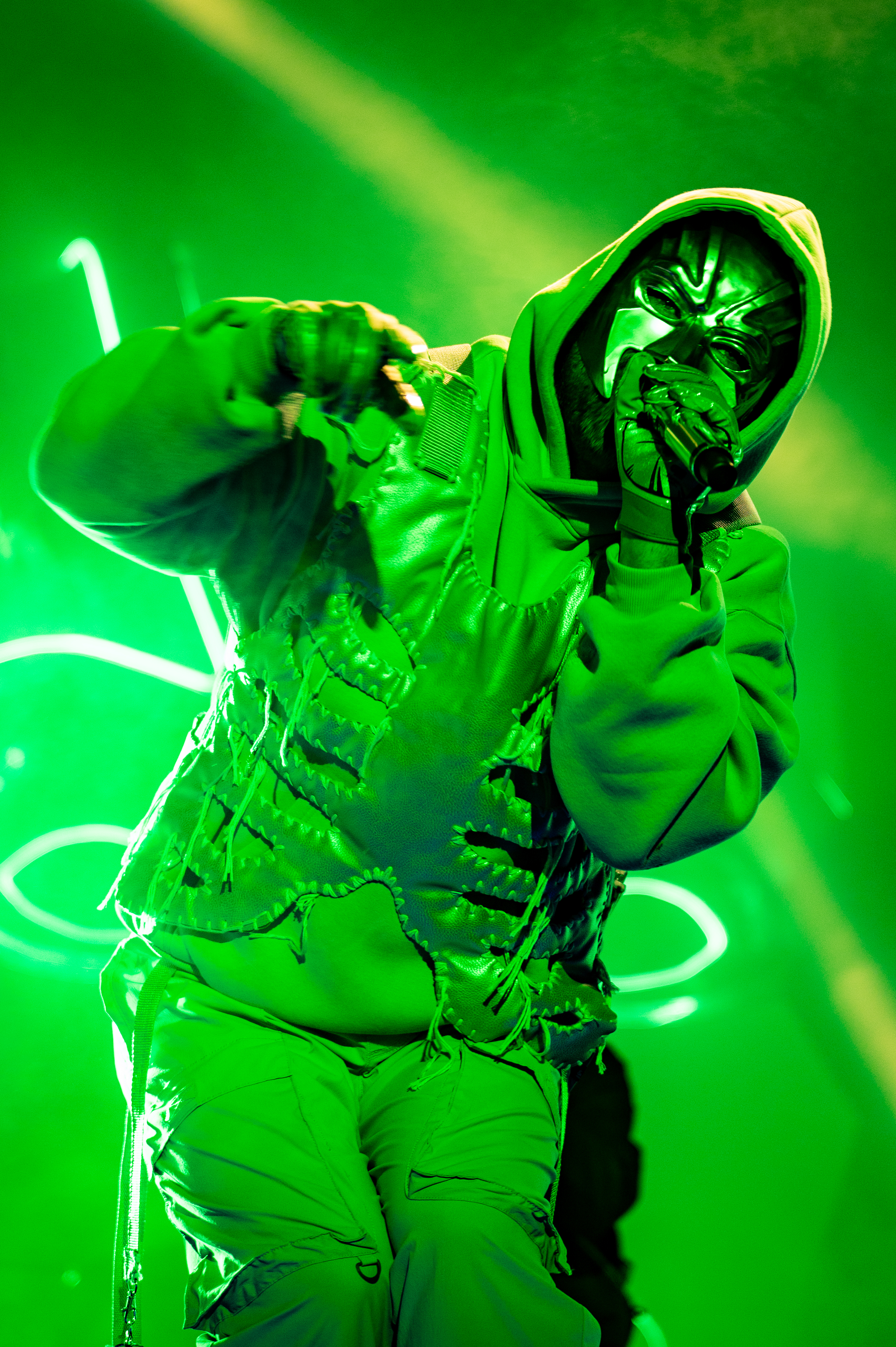
Marteria als Marsimoto beim Southside Festival 2024

Neben seinem Künstlernamen Marteria ist er auch unter dem Pseudonym Marsimoto bekannt. Marsimoto entstand als Hommage an das Alter Ego Quasimoto des US-amerikanischen Rappers Madlib. Beide fallen durch ihre gepitchte Stimme auf. Marterias Idee, Marsimoto als Alter Ego zu erschaffen, entstand aus einer Spielerei mit Effekten eines Aufnahmewerkzeugs. Wegen der positiven Resonanz entschloss er sich, als Marsimoto ein Album zu veröffentlichen.
Marteria veröffentlichte als Marsimoto seine Soloalben Halloziehnation (2006), Zu zweit allein (2008), Grüner Samt (2012), Ring der Nebelungen (2015), Verde (2018) und Keine Intelligenz (2024). Zudem machte er unter diesem Namen ein Feature mit Sido und Genetikk zur Single Maskerade und gab zahlreiche Konzerte, bevor er 2024 auf Abschieds-Tournee ging, mit seinem Sohn Louis alias Luzey als Support.

## Diskografie
Studioalben

| Jahr | Titel                       | Höchstplatzierung, Gesamtwochen, AuszeichnungChartplatzierungen (Jahr, Titel, Platzierungen, Wochen, Auszeichnungen, Anmerkungen) | Höchstplatzierung, Gesamtwochen, AuszeichnungChartplatzierungen (Jahr, Titel, Platzierungen, Wochen, Auszeichnungen, Anmerkungen) | Höchstplatzierung, Gesamtwochen, AuszeichnungChartplatzierungen (Jahr, Titel, Platzierungen, Wochen, Auszeichnungen, Anmerkungen) | Anmerkungen                                               |
| Jahr | Titel                       | DE | AT | CH | Anmerkungen                                               |
| ---- | --------------------------- | --- | --- | --- | --------------------------------------------------------- |
| 2006 | Halloziehnation             | DE73 (1 Wo.)DE | — | — | Erstveröffentlichung: 7. Juli 2006 als Marsimoto          |
| 2007 | Base Ventura                | — | — | — | Erstveröffentlichung: 28. September 2007                  |
| 2008 | Zu zweit allein             | DE84 (1 Wo.)DE | — | — | Erstveröffentlichung: 17. Oktober 2008 als Marsimoto      |
| 2010 | Zum Glück in die Zukunft    | DE7 Gold · (13 Wo.)DE | AT35 (1 Wo.)AT | CH67 (1 Wo.)CH | Erstveröffentlichung: 20. August 2010 Verkäufe: + 100.000 |
| 2012 | Grüner Samt                 | DE3 (4 Wo.)DE | AT25 (1 Wo.)AT | CH13 (2 Wo.)CH | Erstveröffentlichung: 13. Januar 2012 als Marsimoto       |
| 2014 | Zum Glück in die Zukunft II | DE1 Platin · (37 Wo.)DE | AT2 (12 Wo.)AT | CH3 (12 Wo.)CH | Erstveröffentlichung: 31. Januar 2014 Verkäufe: + 200.000 |
| 2015 | Ring der Nebelungen         | DE3 (10 Wo.)DE | AT4 (5 Wo.)AT | CH6 (6 Wo.)CH | Erstveröffentlichung: 13. Januar 2015 als Marsimoto       |
| 2017 | Roswell                     | DE2 Gold · (30 Wo.)DE | AT2 (7 Wo.)AT | CH4 (10 Wo.)CH | Erstveröffentlichung: 26. Mai 2017 Verkäufe: + 100.000    |
| 2018 | Verde                       | DE3 (5 Wo.)DE | AT7 (2 Wo.)AT | CH17 (2 Wo.)CH | Erstveröffentlichung: 27. April 2018 als Marsimoto        |
| 2021 | 5. Dimension                | DE4 (6 Wo.)DE | AT6 (3 Wo.)AT | CH7 (3 Wo.)CH | Erstveröffentlichung: 15. Oktober 2021                    |
| 2024 | Keine Intelligenz           | DE3 (2 Wo.)DE | AT52 (1 Wo.)AT | CH36 (1 Wo.)CH | Erstveröffentlichung: 20. April 2024 als Marsimoto        |

## Auszeichnungen
1 Live Krone
- 2014: in der Kategorie Bester Live-Act
- 2015: in der Kategorie Bester Künstler
- 2018: in der Kategorie Bestes Album (mit Casper)
- 2018: in der Kategorie Bester Hip-Hop-Act (mit Casper)
- 2019: in der Kategorie Bester Live-Act (mit Casper)
- 2021: in der Kategorie Bester Künstler

Deutscher Musikautorenpreis
- 2016: in der Kategorie Komposition Hip-Hop

Hiphop.de Awards
- 2012: Bester Song National für Lila Wolken (mit Yasha & Miss Platnum)[33]
- 2012: Bester Live-Act National[33]
- 2014: Bester Song National für Kids (2 Finger an den Kopf)[34]
- 2014: Bester Live-Act National[34]

Preis für Popkultur
- 2016: in der Kategorie Lieblings-Solokünstler

## Trivia
- Die Single Verstrahlt wurde im Soundtrack zum Spiel FIFA 12 verwendet.[35]
- Als Sponsor unterstützte Marteria bis 2021 das Beachsoccer-Team der Rostocker Robben, das 2013, 2014, 2015, 2017, 2018 und 2019 Deutscher Meister wurde.[36]
- Cameo-Auftritt in der letzten Folge der Fernsehserie Der Tatortreiniger[37] in der Minute 13:37.
- In einer Folge der NDR-Sendung Rute raus, der Spaß beginnt gehen die Moderatoren der Sendung mit Marteria auf Rügen angeln.[38]
- 2021 war er einmalig Ansager in der 25. Ausgabe der Spieleshow Joko und Klaas gegen ProSieben.